# Hospice Sainte-Agnès d'Arras
L'hospice Sainte-Agnès d'Arras est un monument d'Arras situé rue Sainte-Agnès et place Saint-Étienne et inscrit aux monuments historiques depuis 1947.

## Protection
Font partie de l'inscription aux monuments historiques : la façade de la chapelle sur la rue Sainte-Agnès et son campanile ainsi que la façade sur la place Saint-Étienne, la façade de l'entrée (8 place Saint-Étienne) et le pignon sur la rue Saint-Étienne.